# Đài Truyền hình Thành phố Hồ Chí Minh
Đài Truyền hình Thành phố Hồ Chí Minh  (Tên tiếng Anh là Ho Chi Minh City Television, viết tắt là HTV) là đơn vị sự nghiệp báo chí trực thuộc Ủy ban nhân dân Thành phố Hồ Chí Minh. Đây là đài truyền hình đầu tiên ở Việt Nam.
Đài được thành lập dưới tên gọi Đài Truyền hình Sài Gòn Giải phóng - tiếng nói của nhân dân Sài Gòn - Gia Định, phát sóng buổi đầu tiên lúc 19 giờ ngày 1 tháng 5 năm 1975. Trước đó, đài mang tên Đài Truyền hình Việt Nam, trực thuộc Bộ Dân vận Việt Nam Cộng Hòa, lên sóng lần đầu năm 1965 và chấm dứt hoạt động vào ngày 29 tháng 4 năm 1975. Từ ngày 2 tháng 7 năm 1976, tên gọi Đài Truyền hình Thành phố Hồ Chí Minh được sử dụng cho đến nay.
HTV hiện đang là tập đoàn truyền thông đa phương tiện chủ lực, quan trọng hàng đầu trong hệ thống truyền hình Việt Nam và dẫn đầu về lượng người xem ở khu vực phía Nam. Với rất nhiều thành công và những bước phát triển nhảy vọt, HTV đã trở thành một đài truyền hình có tầm ảnh hưởng không chỉ ở Việt Nam mà cả trong khu vực, phục vụ cho nhu cầu thông tin trong nước và đối ngoại.
Hiện nay, đài có 2 kênh quảng bá (bao gồm HTV9 và HTV7) và 12 kênh trả tiền (bao gồm HTV1, HTV2 - Vie Channel, HTV3, HTV Key, HTV Thể thao, HTVC Thuần Việt, HTVC+, HTVC Ca nhạc, HTVC Gia đình, HTVC Du lịch và Cuộc sống, HTVC Phim và HTVC Phụ nữ).

## Lịch sử

### Giai đoạn khai sinh truyền hình tại Việt Nam, 1965–1966
Năm 1965, Đài Truyền hình Việt Nam, đài truyền hình đầu tiên của Việt Nam được thành lập, do Tổng cục Truyền thanh - Truyền hình và Điện ảnh điều hành dưới quyền Bộ Dân vận, Việt Nam Cộng Hòa. Giám đốc đầu tiên của THVN là Trung tá Đỗ Việt, Phó Giám đốc là ông Lê Hoàng Hoa. Trụ sở và địa điểm thu hình của đài ban đầu là một trường quay nhỏ ở Trung tâm Điện ảnh Quốc gia, đặt tại số 15 Thi Sách, Sài Gòn.
Cùng lúc với việc thiết lập THVN, hệ thống phát thanh - truyền hình của Quân đội Mỹ cũng hình thành. Đài này lúc đầu gọi là AFRTS, đến năm 1967 đổi thành AFVN. Đài phát bằng tiếng Anh, với đối tượng phục vụ chính là binh lính Mỹ đang làm việc tại miền Nam. Trụ sở chính của AFVN nằm ở số 9 Hồng Thập Tự.
Ngày 22 tháng 1 năm 1966, chương trình truyền hình đen trắng thử nghiệm đầu tiên được phát sóng. Đến ngày 7 tháng 2 cùng năm, truyền hình chính thức phát sóng tại miền Nam. Trong thời gian đầu, do chưa có tháp truyền hình nên việc phát sóng được thực hiện bằng kỹ thuật stratosvision. Các chương trình, kể cả tin tức, đều được thu vào băng từ rồi được chuyển lên máy bay Super Constellation bốn động cơ. Mỗi tối, máy bay này chở hàng tấn máy móc rời sân bay Tân Sơn Nhất lên tới độ cao ổn định l3.150 m tại một địa điểm phía đông nam Sài Gòn khoảng 32 km, rồi từ đó bay theo một lộ trình không thay đổi, lặp lại mỗi đêm với tốc độ ổn định là 271 km/giờ. Trong máy bay có hai máy phát hình mạnh 2.000 kW, hai máy thu hình và tiếng vào băng, hai hệ thống kiểm soát âm thanh, hai hệ thống vô tuyến điện ảnh dùng phim 16 ly. Sóng truyền hình từ trực thăng có thể thu được ở những nơi xa Sài Gòn như Đà Nẵng, Cà Mau hoặc Phnôm Pênh, nhưng chỉ Sài Gòn và các tỉnh lân cận mới có chất lượng hình ảnh và âm thanh hoàn hảo. Các chương trình được phát sóng suốt 5 giờ liên tục từ 19:00 đến 23:59 mỗi ngày, bao gồm 2 phần: phần đầu là chương trình của THVN, phần còn lại là chương trình của AFVN.
Tiếp đến, AFVN tiến hành xây đựng tháp truyền hình tại số 9 Hồng Thập Tự. Việc xây dựng diễn ra rất nhanh, các kết cấu thép được lắp ráp sẵn dưới đất theo từng đoạn và dùng máy bay trực thăng đưa lên. Chỉ sau một thời gian ngắn, ngày 25 tháng 10 năm 1966, tháp truyền hình đầu tiên của Việt Nam được hoàn thành và đưa vào sử dụng, thay thế cho việc phát sóng bằng máy bay trực thăng trước đó. Tháp cao 128m, là nơi đặt anten phát sóng Kênh 9 hệ FCC 25 kW của THVN, Kênh 11 và FM 99.9 MHz của AFVN.
Năm 1967, Điện ảnh và Truyền hình tách riêng, Đài THVN9 chuyển về số 9 Hồng Thập Tự - cùng địa chỉ với AFVN nhưng có tường ngăn.
Các năm sau đó, hệ thống THVN9 & AFVN tiếp tục được mở rộng. Ngoài trụ sở chính tại Sài Gòn, hai đài này còn có nhiều văn phòng và trạm tiếp sóng rải đều khắp Việt Nam Cộng hòa: Quảng Trị, Huế, Đà Nẵng, Chu Lai, Pleiku, Quy Nhơn, Tuy Hòa, Đà Lạt, Nha Trang, Mỹ Tho, Cần Thơ...
Ở giai đoạn này, truyền hình hoàn toàn chưa được nhắc tới tại miền Bắc.

### Giai đoạn phát triển thờiViệt Nam Cộng Hoà, 1967–1975
Chương trình phát hình của THVN9 bắt đầu từ 18:00 bằng nhạc hiệu: "Này công dân ơi, đứng lên đáp lời sông núi ..." với hình ảnh các thắng cảnh Việt Nam. Một số chương trình tiêu biểu có nhiều người xem như: Hoa thế hệ, Ban thiếu nhi Tuổi Xanh của bà Kiều Hạnh, chương trình thiếu nhi Xuân Phát của nghệ sĩ Xuân Phát, chương trình thiếu nhi Hoa bách hợp của Hội Hướng Đạo Việt Nam, chương trình ca nhạc thiếu nhi Nguyễn Đức của nhạc sĩ Nguyễn Đức, Ban thiếu nhi Gió Khơi chuyên biểu diễn hòa tấu đàn mandolin và các tiết mục múa về quê hương, chương trình Đố vui để học do Vũ Khắc Khoan điều khiển, Đinh Ngọc Mô phụ trách. Sau đó là chương trình thời sự, tin tức. Lúc đó là thời chiến nên THVN9 thường phát các bản tin chiến sự ở 4 vùng chiến thuật. Các bản tin này được xen kẽ vào nội dung các chương trình giải trí: Cải lương có các đoàn Thanh Minh – Thanh Nga, Dạ Lý Hương, Minh Tơ, Huỳnh Long...; ca vũ nhạc: Hoàng Thi Thơ, chương trình tạp lục Tùng Lâm...; kịch nói có các đoàn: Kim Cương, Thẩm Thúy Hằng, Túy Hồng, Vũ Đức Duy...

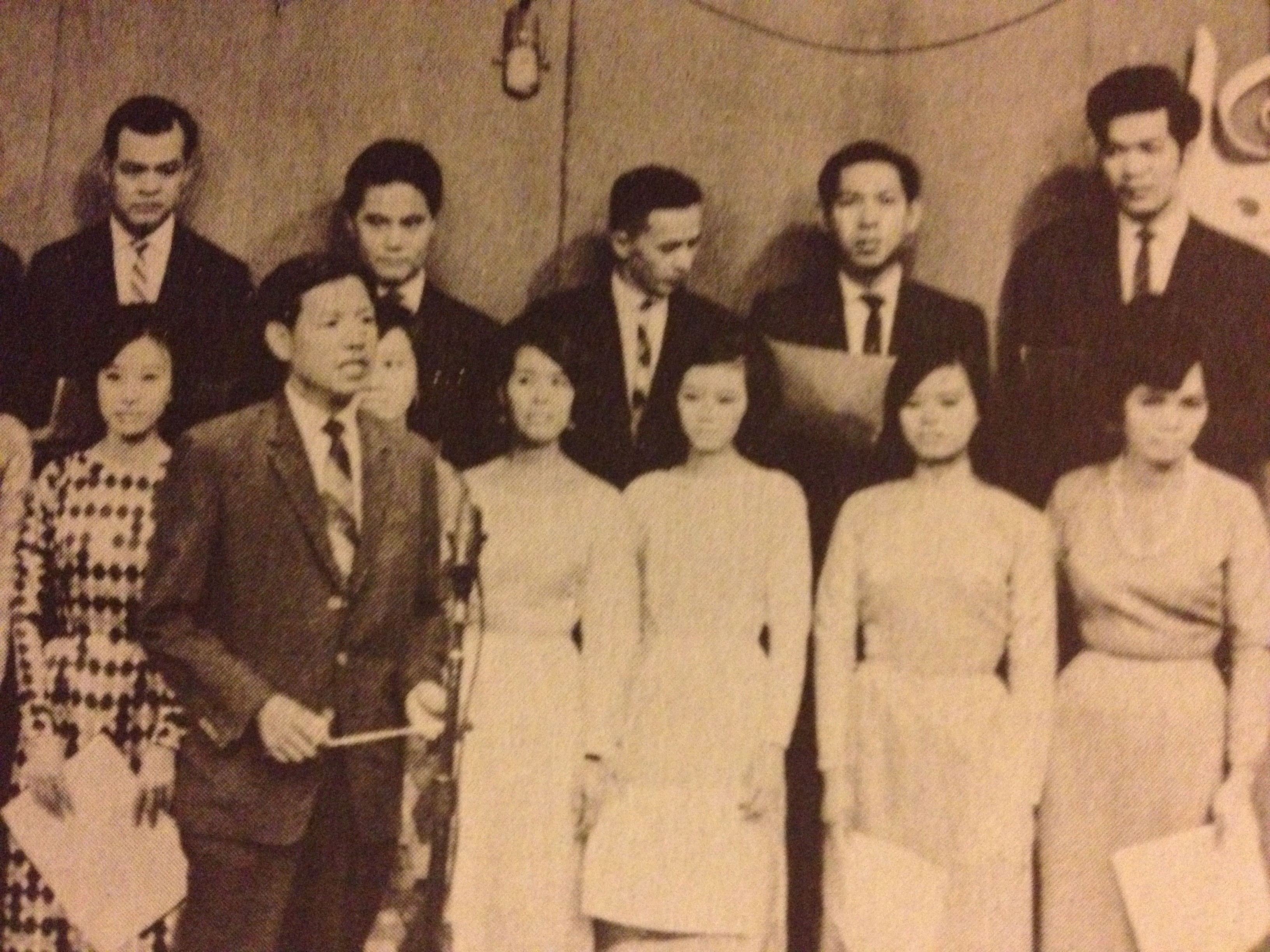
Nhạc sĩ Hoàng Trọng và ban Tiếng Tơ Đồng trong một chương trình ca nhạc trên THVN9 năm 1968

Điều rất bất ngờ và cũng có thể gây ngạc nhiên cho nhiều người là chỉ sau hơn 1 năm hoạt động, THVN9 đã tổ chức cuộc thi Hoa hậu truyền hình. Chi tiết này cho thấy sự năng động, sáng tạo, "nhằm mục đích góp phần linh động chương trình phát sóng hằng tuần của đài"; và nhanh nhạy tiếp thu cái mới "như các đài ngoại quốc thường làm". Cuộc thi diễn ra trong vòng 4 tháng, từ tháng 6 đến tháng 9 năm 1967.
Thời lượng phát hình của THVN9 vào đầu thập niên 1970 là 6 giờ mỗi ngày, bắt đầu từ 18:00 và kết thúc vào nửa đêm. Khi đó, 80% dân số ở miền Nam có thể bắt sóng xem được. Tính bình quân cứ mỗi 50 người dân thì có một tivi; tổng cộng hơn 350.000 máy trên toàn quốc. Ngân sách của THVN9 vào năm 1970 là 1,3 triệu USD. Cùng với sự phát triển của THVN9, năm 1972, Truyền hình Đắc Lộ cũng được thành lập. Đây là một hãng truyền hình tư nhân thuộc Giáo hội Công giáo VNCH, do các tu sĩ Dòng Tên điều hành và có trụ sở tại số 171 Yên Đỗ. Truyền hình Đắc Lộ không có kênh phát sóng riêng mà chỉ sản xuất các chương trình khoa giáo để phát sóng trên THVN9, tập trung vào việc truyền đạt kiến thức cơ bản để nâng cao cuộc sống và phẩm giá người nghèo.
Năm 1972, AFVN bắt đầu giảm hoạt động và ngày 22 tháng 3 năm 1973, sau khi Hiệp định Paris có hiệu lực, AFVN chấm dứt hẳn. Hầu hết cơ sở vật chất và thiết bị kỹ thuật của AFVN được chuyển giao cho THVN9 quản lý. Mạng lưới của THVN9 vì thế đã mở rộng ra toàn Việt Nam Cộng Hòa.
23:58 ngày 29 tháng 4 năm 1975, THVN9 kết thúc buổi phát hình của mình bằng lời chào và Quốc ca như thường lệ. Đó là buổi phát sóng cuối cùng của đài với biểu trưng THVN9. Ngay sau thời khắc Sài Gòn sụp đổ, chiều 30 tháng 4 năm 1975, đoàn tiếp quản kế thừa toàn bộ cơ sở vật chất của đài, đổi tên thành Đài Truyền hình Sài Gòn Giải Phóng. Đêm hôm đó, đài không phát sóng và đó là đêm ngưng sóng mặt đất duy nhất của đài từ khi thành lập tới nay.

### Giai đoạn sau thống nhất, 1975–1985
Sau một đêm Sài Gòn không có truyền hình, đúng 19:00 ngày 1 tháng 5 năm 1975, ông Lê Minh Hiền - nhà báo từ Hà Nội vào, đã phát lệnh cho Đài Truyền hình SGGP phát sóng chương trình phát hình đầu tiên. Trên màn ảnh nhỏ xuất hiện lá cờ Mặt trận Dân tộc Giải phóng miền Nam bay phấp phới trong tiếng quân thiều. Rồi hai phát thanh viên Hồ Mỹ Hạnh và Nguyễn Hữu Phước xuất hiện. Mỹ Hạnh cất giọng đọc: "Đây là đài vô tuyến truyền hình SGGP, phát đi từ Sài Gòn. Kính chào đồng bào ruột thịt và yêu quý! Kể từ giờ phút lịch sử và xúc động này, hồi 11 giờ 30 phút ngày 30 tháng 4 năm 1975, thành phố anh hùng và vinh quang của chúng ta đã được giải phóng ...". Thời khắc ấy cũng là dấu mốc quan trọng mở ra chặng đường phát triển mới của Đài Truyền hình Thành phố Hồ Chí Minh. Nội dung của buổi phát sóng đầu tiên sau giải phóng là thông báo của Ủy ban Quân quản thành phố về những nhiệm vụ trước mắt tại Sài Gòn - Gia Ðịnh, cùng thông báo của Ban Giám đốc Ðài Truyền hình Giải phóng về lịch phát hình, thời lượng chương trình từ ngày 1 tháng 5.
Theo kỹ sư điện thanh - nhạc sĩ Vĩnh Lai thì sau khi Buôn Ma Thuột thất thủ, ngày 12 tháng 4 năm 1975, Ban Tuyên huấn Trung ương đã quyết định thành lập một đoàn gồm 12 người đang làm việc tại Cục Kỹ thuật Phát thanh của Đài Tiếng nói Việt Nam. Lúc 15:45 ngày 30 tháng 4 năm 1975, đoàn vào chiếm lĩnh THVN9. Đêm đó, đoàn tiếp quản phải nằm ngủ ngoài hành lang, không dám vào khu trung tâm truyền hình vì sợ bị cài bom.
Sáng ngày 1 tháng 5, sau khi kiểm tra thấy toàn bộ thiết bị, máy móc của đài vẫn còn nguyên vẹn, đoàn tiếp quản báo cáo lên Ban Quân quản và lãnh đạo đài, được lệnh: "Cố gắng thực hiện chương trình phát sóng ngay trong đêm 1 tháng 5 năm 1975". Tuy nhiên, đội ngũ chuyên trách về kỹ thuật của đoàn khi ấy còn rất lạ lẫm với các máy móc, thiết bị hiện đại của THVN9. May mắn, trong buổi sáng hôm đó có một vài nhân viên cũ đến trình diện. Đoàn tiếp quản cùng các nhân viên cũ vào việc vận hành máy móc, chuẩn bị ổn thỏa cho đêm phát hình đầu tiên.
Không được như Sài Gòn, truyền hình tại các tỉnh thành khác ở miền Nam ngưng hoạt động và chịu sự quản lý của đoàn tiếp quản. Nhiều máy móc, thiết bị tại các nơi này và cả ở Sài Gòn được vận chuyển ra Hà Nội để bổ sung cơ sở vật chất vốn rất nghèo nàn và lạc hậu cho Đài TNVN. Các cơ sở truyền hình tại Huế, Đà Nẵng, Tuy Hòa, Cần Thơ trở thành tài sản của Đài Truyền hình Trung ương, còn lại được quản lý bởi các đài phát thanh - truyền hình địa phương.
Cùng thời điểm sau ngày thống nhất, Dòng tên Sài Gòn đã chủ động hiến khu vực Truyền hình Đắc Lộ, bao gồm phim trường và toàn bộ trang thiết bị cho chính quyền mới tiếp quản. Lúc kiểm tra kho băng video tại đây, đoàn quản lý Truyền hình SGGP đã hết sức ngạc nhiên và vui mừng vì nội dung không hề đề cập đến tôn giáo, trong khi tất cả nhân sự sản xuất các chương trình đó đều là tu sĩ. Vậy là, ngày 3 tháng 10 năm 1975, hãng Truyền hình Đắc Lộ mở cửa trở lại với tên mới "Truyền hình SGGP cơ sở 2", các chương trình giáo dục theo đó quay trở lại sóng truyền hình SGGP sau 5 tháng gián đoạn. Ban quản lý của cơ sở 2 này gồm có Giám đốc Hồ Vĩnh Thuận, Trưởng phòng Chuyên mục Khái Hùng, Phó phòng Mai Thành.
Ngày 2 tháng 7 năm 1976, Sài Gòn chính thức được đổi tên thành Thành phố Hồ Chí Minh, Đài Truyền hình SGGP cũng được đổi tên thành Đài Truyền hình Thành phố Hồ Chí Minh. Trụ sở của Truyền hình Thành phố còn là cơ quan Trung ương của Tổng Cục Phát thanh - Truyền hình & Điện ảnh Việt Nam.
Để quản lý thống nhất phát thanh và truyền hình cả nước, ngày 12 tháng 5 năm 1977, Nhà nước thành lập Ủy ban Phát thanh - Truyền hình (nâng cấp từ đài TNVN). Trong cơ cấu tổ chức của Ủy ban có Viện Nghiên cứu phát triển Phát thanh - Truyền hình để nghiên cứu giải quyết những tồn tại trong hệ thống phát thanh - truyền hình thống nhất, chủ yếu là ở truyền hình, vì 2 hệ thống kỹ thuật khác nhau: miền Bắc theo hệ của các nước xã hội chủ nghĩa, miền Nam theo hệ của Mỹ. Viện là tổ chức tập hợp các kỹ thuật giỏi của hai miền Nam Bắc, có nhiều kinh nghiệm và hiểu biết nhiều ngành nghề. Viện đặt trụ sở ở miền Nam để thuận lợi phối hợp với THTP giải quyết việc chuyển hệ để thống nhất hệ thống phát thanh - truyền hình .
Nửa đầu thập niên 1980, công cuộc chuyển đổi hệ TV tại miền Nam bắt đầu diễn ra. Bước đầu tiên, THTP đổi hệ phát hình Kênh 9 từ FCC sang CCIR N, việc này không gây ảnh hưởng gì đối với TV của dân. Tiếp theo, đài mua thêm một máy phát sóng Kênh 7 1kW của Pháp và phát sóng song song nội dung của Kênh 9 25kW đang sử dụng. Nhờ đó, các TV chưa hoặc đã qua chuyển hệ đều vẫn liên tục xem được chương trình của đài mà không bị gián đoạn. Việc chuyển hệ cho hơn 200.000 TV đã diễn ra nhanh chóng.
Phục vụ xong việc chuyển hệ TV, hai máy phát Kênh 9 và Kênh 7 được tách ra phát hai chương trình riêng biệt. Kênh 9 phát chương trình chính luận, trong khi Kênh 7 phát các chương trình khoa giáo, thể thao, giải trí, quảng cáo.
Công việc cuối cùng là thống nhất hệ thống phát sóng. Đài đã nhập một máy phát Kênh 9 công suất 10 kW cũng của Pháp để thay thế máy phát Kênh 9 đang dùng, hoàn thành hệ thống truyền hình quốc gia thống nhất OIRT.
Với vai trò là đài khu vực Nam Bộ trực thuộc Ủy ban PT-TH Việt Nam, THTP đã giúp đỡ cho các đài phía Nam (cũng là các chi nhánh của đài trước 1975) khôi phục lại cơ sở vật chất hoặc xây dựng thêm.
Cũng như tình hình chung của xã hội bao cấp, trong giai đoạn này, đài phải hoạt động trong sự thiếu hụt kinh phí triền miên. Biên chế đài có lúc lên đến hơn 1.200 người nhưng lao động thực tế lại thiếu trầm trọng, chính sách tiền lương bất cập, chế độ thù lao - nhuận bút lạc hậu... khiến nội bộ rất bức xúc. Nhiều người cũ từ thời THVN9 không chịu nổi đã xin chuyển cơ quan hoặc về hưu sớm.

### Giai đoạn đổi mới, 1986 – 1993
Tình hình tại Truyền hình Thành phố ngày càng bi đát, đến mức chỉ vì thiếu tiền cải tạo hệ thống điện đã quá cũ kỹ mà đêm 23 tháng 8 năm 1987, trận hỏa hoạn lớn xảy ra thiêu hủy toàn bộ trung tâm truyền hình, chỉ còn lại đài phát sóng và bộ phận tư liệu. Tuy nhiên, ngay đêm hôm sau, THTP đã chuyển qua phát hình màu và chấm dứt hệ đen trắng.
Ngoài sự cố hỏa hoạn, năm 1987 là dấu mốc quan trọng đối với Truyền hình TP. HCM khi đài được chuyển giao về UBND TP. HCM và hạ cấp thành đài truyền hình địa phương; cơ sở 2 của đài được giao cho Đài Truyền hình Trung ương quản lý. Với chủ trương mở cửa, UBND TP. HCM đã tạo đà cho sự đi lên của THTP. Sự ra đời của Kênh 7 đánh dấu lần đầu tiên quảng cáo xuất hiện trở lại trên sóng truyền hình kể từ năm 1975 và cũng là lần đầu tiên một đài truyền hình của Việt Nam phát 2 kênh với nội dung độc lập. Cùng lúc đó, Trung tâm Dịch vụ Truyền hình được thành lập, phụ trách việc quảng cáo và mua, bán bản quyền các chương trình của đài. Đài bắt đầu có nguồn thu từ đó.
Hai thể loại chương trình nổi bật trên THTP từ đầu thập niên 1980 là kịch và ca nhạc tiếp tục phát triển rất mạnh trong giai đoạn này. Các vở chính kịch vào các ngày thứ Bảy thu hút đông đảo khán giả. Đặc biệt, kịch hài Trong nhà ngoài phố mỗi tối Thứ Năm và Táo quân đêm giao thừa với sự dẫn dắt của hai đạo diễn Trần Văn Sáu và Thế Ngữ đã tạo hiệu ứng mạnh trong xã hội. Các văn nghệ sĩ nổi tiếng của miền Nam khi đó đều có điểm xuất phát từ đây, nhiều thuật ngữ, câu nói trong Trong nhà ngoài phố thành câu cửa miệng trong đời sống.
Cũng trong năm 1987, tận dụng hệ thống ghi âm và máy phát FM cũ của AFVN trước năm 1975, đài cho lên sóng trở lại kênh FM 99.9 MHz, với tên gọi là đài "Tin tức - Ca nhạc và Báo giờ". Đây là kênh FM duy nhất của Việt Nam tại thời điểm đó, phát sóng từ 6 giờ sáng đến 24 giờ đêm. Nội dung của FM 99.9 MHz bao gồm báo giờ, tiếp đến là tin tức đầu giờ đúng 5 phút (riêng khung giờ 23 giờ đêm là tin cuối ngày), sau đó là các chương ca nhạc, ca cổ, nhạc hòa tấu và thính phòng cho đến đầu giờ tiếp theo. Nội dung ca nhạc, ca cổ Việt Nam đều do đài tự ghi âm. Có khi đài cũng phát các vở cải lương dài nhưng cắt ra nhiều phần để phù hợp với cấu trúc phát sóng. Tuy cùng lúc quản lý cả truyền hình và kênh phát thanh FM nhưng đài chưa bao giờ dùng tên "Phát thanh - Truyền hình TP. HCM". Người nghe cũng sẽ không thể nhận ra mối liên hệ nào giữa FM 99.9 MHz với Kênh 9 của đài, trừ việc phát thanh viên truyền hình cũng là người đọc tin tức trên sóng FM 99.9 MHz.
Năm 1988, lần đầu tiên đài truyền hình trực tiếp ca phẫu thuật tách cặp song sinh Việt - Đức, gồm 72 bác sĩ tham gia, bác sĩ Trần Đông A là trưởng ekip mổ. Đây là lần đầu tiên một ca phẫu thuật được truyền hình trực tiếp tại Việt Nam.
Năm 1989, THTP bắt đầu thực hiện việc "xã hội hóa" bằng việc kêu gọi tài trợ cho Cuộc đua xe đạp Cúp Truyền hình Thành phố. Từ thành công đó, THTP tiếp tục kêu gọi tài trợ cho cuộc thi Tiếng hát Truyền hình năm 1991, các chương trình xây dựng nhà tình nghĩa - nhà tình thương và nhiều chương trình truyền hình khác.
Từ năm 1990, Truyền hình TP. HCM bắt đầu chuyển hướng bằng việc đề xuất với cấp trên cho phục hồi tính năng kinh tế của ngành truyền hình. Tập thể lãnh đạo đài đã mạnh dạn thử nghiệm ứng dụng các chế độ nhằm kích thích tăng năng suất, điều tiết lao động, giảm biên chế, thí điểm xây dựng chế độ thù lao nhuận bút mới, triệt tiêu dần chế độ bình quân chủ nghĩa, đồng thời tập hợp được đông đảo lực lượng cộng tác viên có tay nghề cao. Chất lượng chuyên môn từ đó cũng ngày càng được nâng lên.
Phim ảnh là nội dung được Truyền hình TP. HCM rất quan tâm, như phim Cô Nhíp năm 1976. Tuy nhiên, vì thiếu kinh phí nên hoạt động này tạm ngưng. Đến năm 1991, THTP mới chính thức thành lập Hãng phim Truyền hình TFS, đưa việc sản xuất phim truyện và phim tài liệu qua một giai đoạn mới. Ban đầu, TFS tập trung sản xuất các phim lẻ theo kiểu điện ảnh, mở màn là Như một huyền thoại, sau đó là Giữa dòng với giải Bông Sen Vàng 1995, Tuổi thần tiên, và phim ít tập Hạnh phúc mong manh ...
Về kỹ thuật truyền hình, năm 1993, Đài bắt đầu sử dụng kỹ thuật phông xanh để tạo hiệu ứng cảnh nền thay cho phông nền vải trong các chương trình tin tức hoặc khi phát thanh viên giới thiệu chương trình. Cùng thời điểm, dự án "Làm tin không giấy" bắt đầu được tiến hành, đưa THTP trở thành đơn vị đầu tiên sử dụng máy nhắc chữ tại Việt Nam.

### Giai đoạn phát triển mạnh, 1990 – 2007
Năm 1990 là năm THTP thể hiện sự chuyển mình mạnh mẽ nhất, từ việc đưa ra biểu trưng HTV đầu tiên đến việc tăng mạnh thời lượng phát sóng lên 18 giờ/ngày cho cả hai kênh 7 và 9, đánh dấu lần đầu tiên người Việt Nam được xem truyền hình quảng bá từ sáng sớm đến khuya thay vì chỉ từ buổi chiều như trước đó. Đây cũng là năm đầu tiên HTV đạt lợi nhuận với giá trị gần 72 tỷ đồng, chủ yếu từ hoạt động bán quảng cáo và bản quyền chương trình, và trở thành đơn vị đầu tiên trong lĩnh vực phát thanh - truyền hình Việt Nam xóa bỏ hoàn toàn chế độ bao cấp. Tổng doanh thu từ năm 1994 đến 2004 là trên 3.000 tỷ đồng, đóng thuế gần 1.500 tỷ đồng. Lợi nhuận tăng cao, Đài tăng cường đầu tư vào máy móc, thiết bị và nội dung nhằm tăng chất lượng chương trình.

Theo kế hoạch tái cấu trúc của thành phố trong việc phân định rõ ràng giữa phát thanh và truyền hình, ngày 1 tháng 9 năm 1997, máy phát sóng FM 99.9 MHz được chuyển giao cho Đài Tiếng nói Nhân dân TP. HCM, chấm dứt hoạt động của đài "Tin tức - Ca nhạc và Báo giờ" dưới sự quản lý của HTV. Nhân sự cũ của Ban FM vẫn thuộc biên chế của đài và chuyển sang phục vụ cho truyền hình.

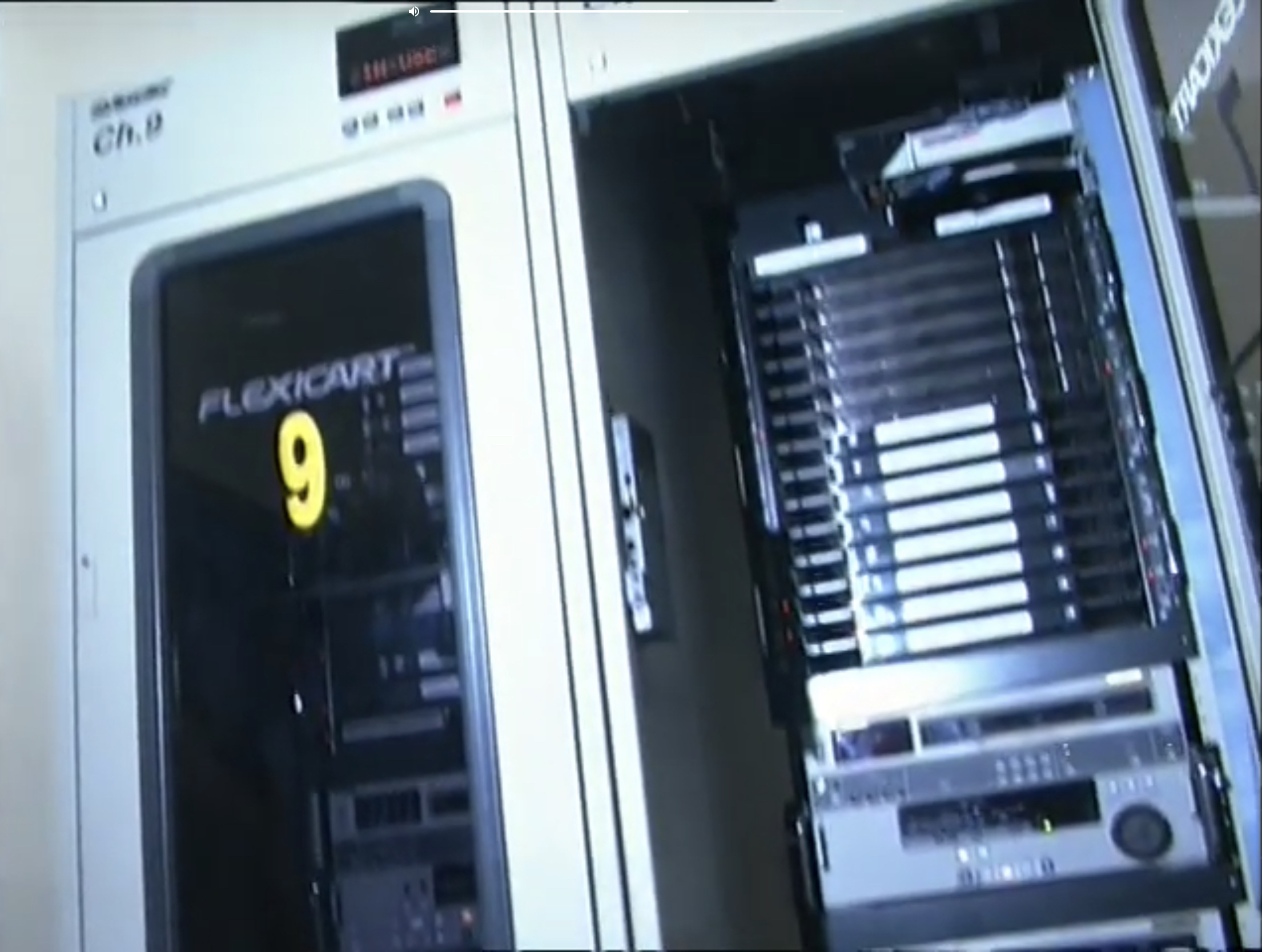
Hệ thống phát băng tự động kênh HTV9 (trái) và HTV7 (phải). Ảnh chụp từ phim tài liệu của HTV.

Năm 1997, HTV đưa 2 kênh HTV7 và HTV9 lên vệ tinh Thaicom để phục vụ mở rộng vùng phủ sóng mặt đất tại hơn 40 trạm trên toàn quốc và 2 trạm Viêng Chăn & Champasak (Lào), là đài truyền hình đầu tiên của Việt Nam có 2 kênh quảng bá được đưa lên vệ tinh cùng lúc. Năm 1999, HTV đưa vào vận hành hệ thống phát Betacam tự động cho hai kênh HTV7, HTV9. Đó là hệ thống phát hình hiện đại nhất trên thế giới mà HTV là đơn vị duy nhất tại Việt Nam sở hữu cho đến khi truyền hình Việt Nam chấm dứt sử dụng băng Betacam. Hệ thống vận hành với một cánh tay robot được lập trình sẵn, tự động quét mã vạch trên băng hình và bỏ vào khay phát đúng giờ. Việc này đã giúp các kỹ thuật viên giảm bớt áp lực sai sót, đặc biệt đối với HTV7 khi kênh này có các chương trình quảng cáo dày đặc và phải chuyển băng liên tục.
Năm 2000, HTV đưa kỹ thuật trường quay ảo vào sử dụng đầu tiên tại Việt Nam. Tiếp đến, để chứng minh sự tiên phong trong việc chuyển đổi kỹ thuật ghi hình và phát sóng từ analog sang kỹ thuật số, đầu tháng 9 năm 2003, đài phát thử nghiệm DVB-T trên kênh 30 UHF, phát kênh HTV7, HTV9 và một số kênh khác. Sau đó không lâu, ngày 1 tháng 10 năm 2003, kênh này lên sóng chính thức và các kênh HTV1, HTV2, HTV3, HTV4 cùng lúc ra đời. Năm 2004, đài bắt đầu lắp đặt hệ thống máy chủ phát sóng tự động đồng bộ với Trung tâm Điều chế và Trung tâm Truyền dẫn - Phát sóng. Tổng cộng từ năm 1997 đến năm 2004, đài đã chi trên 400 tỷ đồng để thay thế 100% thiết bị cũ không đồng bộ, hoàn thiện hệ thống ngang tầm với các nước trong khu vực, tạo ra khả năng hợp tác sản xuất chương trình với thế giới.
Ngày 27 tháng 4 năm 2006, sau năm năm xây dựng, HTV khánh thành Tòa nhà Trung tâm Truyền hình. Đây là Tòa nhà Trung tâm Truyền hình lớn nhất Việt Nam tính tới năm 2017 và đứng đầu cho tới nay nếu xét đến yếu tố tự chủ tài chính của một đài truyền hình. Tòa nhà được đầu tư hoàn toàn từ nguồn vốn của Đài, cao 16 tầng với tổng diện tích sàn 19.462 m², có 11 trường quay gồm 162 tỉ đồng cho xây dựng và 400 tỉ đồng cho trang thiết bị. Năm 2006, hệ thống được vận hành chính thức, thay thế cho hệ thống robot phát Betacam sau hơn 7 năm hoạt động. Sự kiện này đánh dấu việc hoàn tất số hoá trong khâu sản xuất và lưu trữ nội dung tại HTV, chấm dứt sử dụng Betacam sớm nhất trong cả nước. Cần nói thêm, hệ thống máy chủ phát sóng tự động mà HTV đầu tư là hiện đại nhất thế giới thời điểm đó. Trải qua nhiều lần nâng cấp, hệ thống này hiện vẫn đang hoạt động ổn định, đảm bảo an toàn phát sóng cho HTV.
Song song với sự đầu tư mạnh về kỹ thuật, mảng nội dung, đặc biệt là phim truyền hình và phim tài liệu được đầu tư mạnh ở TFS. Sau thời gian đầu chỉ sản xuất phim ít tập, năm 1996, hãng ra mắt bộ phim truyền hình dài tập đầu tiên của Việt Nam Người đẹp Tây Đô (15 tập). Phim tạo tiếng vang lớn đến mức cho đến nay khán giả vẫn dùng tên của bộ phim để gọi nữ chính Việt Trinh và làm lu mờ các vai diễn trước đó của cô. Một loạt phim sau đó tiếp tục đưa tên tuổi TFS và những diễn viên tham gia phim lên tầm cao như Xóm nước đen, Đất Phương Nam, Giã từ dĩ vãng, Đồng tiền xương máu, Người đàn bà yếu đuối, Ngọn nến hoàng cung, Con nhà nghèo, Sương gió biên thùy, Blouse trắng, Nợ đời, Kính vạn hoa... cùng các phim lẻ và ngắn tập Ông cá hô, Chim phóng sinh, Ráng chiều, Mẹ con Đậu Đũa, Chuyện ngã bảy, Đất trắng, Tôi vào đời.... Bên cạnh đó, TFS là đơn vị đầu tiên tại Việt Nam hợp tác với Hàn Quốc làm phim sitcom (hài kịch tình huống) Lẵng hoa tình yêu ứng dụng công nghệ quay nhiều máy, thu thanh đồng bộ, chế tác kịch bản theo nhóm.
Năm 2000, HTV bắt đầu phát sóng phim ký sự đầu tiên Trung Hoa du ký (23 tập) và ngay lập tức tạo được sự quan tâm của khán giả xem đài. Sau đó, ký sự Những nẻo đường Trung Hoa (9 tập) cũng tiếp tục nhận được sự cổ vũ của khán giả. Nhưng đỉnh cao của dòng phim ký sự, chính là Mê Kông ký sự (92 tập). Bộ phim làm nên một "thương hiệu" phim ký sự của TFS và sau thành công của bộ phim này, TFS tiếp tục cho ra đời hàng loạt các phim ký sự khác như: Ký sự hỏa xa – hành trình xuyên lục địa (75 tập), Huyền bí sông Hằng (70 tập), Ký sự Tân đảo (50 tập), Đi tìm dấu tích ba vua (70 tập)... Nhưng những phim thực hiện sau này không làm theo kiểu Mê Kông ký sự, mà nghiêng về thực tế, cập nhật thông tin.
Cùng với đó, HTV hoàn thành kế hoạch trẻ hóa nhân sự trong năm 2000. Nhờ vậy, nội dung và cách thức thực hiện luôn được thể hiện theo cách "lần đầu tiên ở Việt Nam". Loạt chương trình "Thế giới chào đón năm 2000" trực tiếp với những màn bắn pháo hoa ở các thành phố lớn trên thế giới trong khoảng 15 phút đầu mỗi múi giờ, bắt đầu từ chiều ngày 31 tháng 12 năm 1999 và kết thúc vào đêm ngày 1 tháng 1 năm 2000. Loạt chương trình này đã tạo kỷ lục phát sóng liên tục 34 tiếng cho kênh HTV9 ở thời điểm đó.

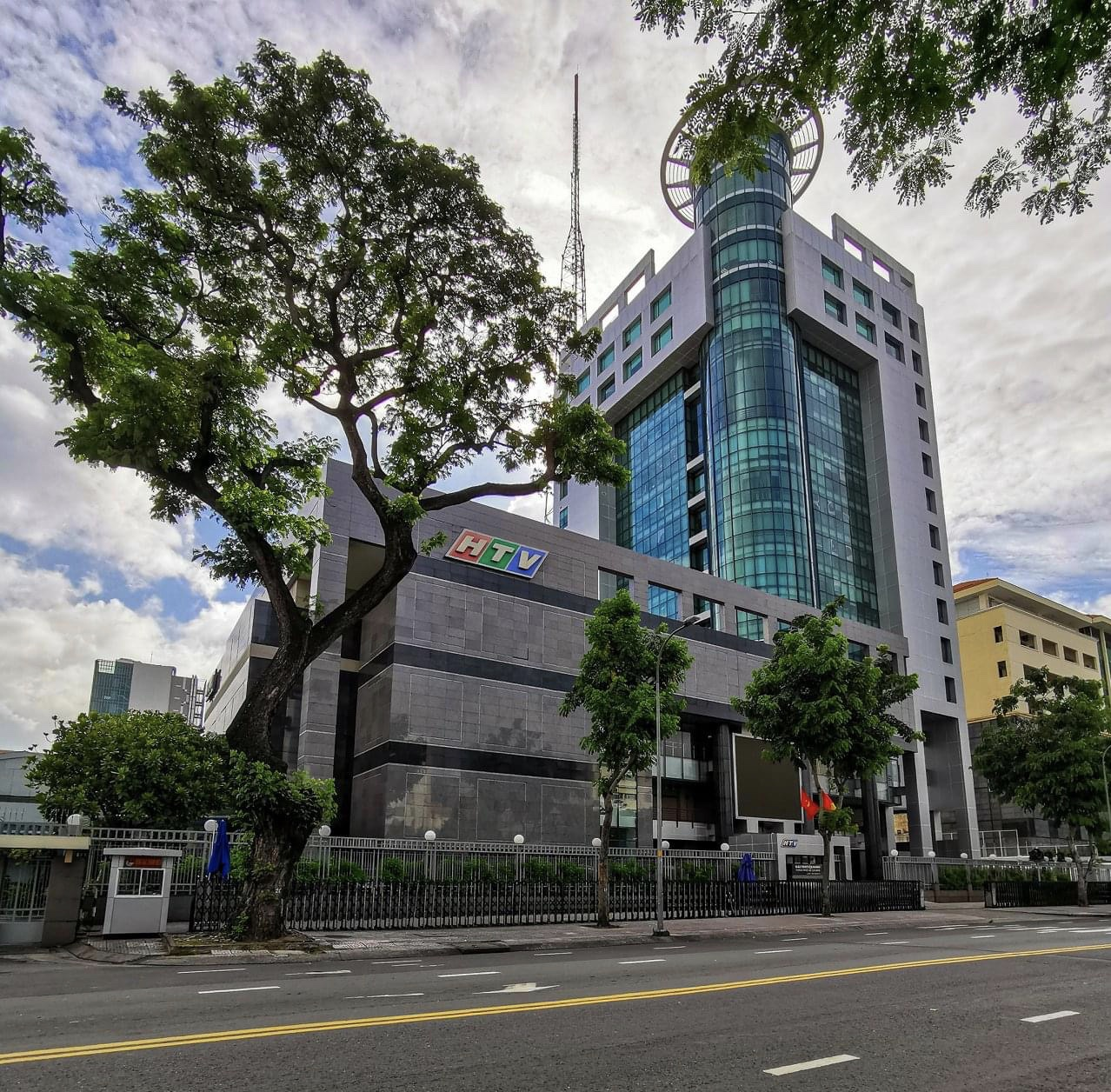
Tòa nhà Trung tâm Truyền hình HTV tại góc đường Nguyễn Thị Minh Khai - Đinh Tiên Hoàng. Đây là thiết kế của KTS. Nguyễn Trường Lưu, đoạt Giải 1 - Giải thưởng Kiến trúc TP.HCM năm 2006, đã trở thành một trong các kiến trúc tiêu biểu của Thành phố Hồ Chí Minh. Ảnh: Đinh Dũng/ HTV, chụp ngày 08/08/2020

Năm 2002, lần đầu tiên từ sau 1975, HTV khởi xướng bước tiếp theo của "xã hội hóa" bằng việc hợp tác với các công ty truyền thông tư nhân sản xuất phim. Nghĩa là, thay vì chỉ dựa vào nguồn phim từ TFS, thì HTV chỉ định hướng nội dung, sau đó mời các hãng phim và công ty truyền thông tư nhân sản xuất, cuối cùng Ban biên tập của HTV sẽ duyệt nội dung phim trước khi phát sóng. Vòng xoáy tình yêu mở màn cho Giờ vàng phim Việt theo cách đó, ngay lập tức lập kỷ lục người xem ở mức 60%. Năm 2006, bộ phim hợp tác Việt - Hàn Mùi ngò gai trở thành phim Việt ăn khách nhất tại thời điểm công chiếu với chỉ số rating trung bình 28% dù được chiếu vào buổi chiều trên HTV9 và phải cạnh tranh trực tiếp với phim nước ngoài trên HTV7 cùng giờ phát sóng - đến mức HTV phải quyết định chuyển phim sang khung giờ vàng của HTV7 để thu hút thêm người xem. Một năm sau, bộ phim học trò Gọi giấc mơ về lại tạo ra tỷ lệ người xem áp đảo cho HTV7 và tiếp tục "càn quét" ở các kênh truyền hình khác trong nhiều năm. Nhìn chung, Giờ vàng phim Việt tuy tạo ra nhiều tranh cãi về nội dung cũng như cách làm của HTV, nhưng việc mở cửa cho tư nhân hợp tác làm phim đã phá thế độc quyền phim truyền hình của chính TFS, tạo ra môi trường cạnh tranh với các sản phẩm đa dạng hơn, đủ sức kéo người xem ra khỏi làn sóng phim Hàn, Trung. Ngoài ra, đây là yếu tố để HTV hoàn thành mục tiêu 50% giờ phim Việt và loại bỏ hoàn toàn phim nước ngoài khỏi giờ phát sóng buổi tối.
Cùng với thành công từ mảng phim, các thể loại chương trình giải trí khác, đặc biệt là trò chơi truyền hình cũng thu hút lượt người xem trung bình trên 40%. Vượt lên chính mình,Vui để học, Rồng vàng, Vui cùng Hugo... là một vài cái tên điển hình chứng minh cho sự thành công của việc "xã hội hóa" truyền hình. Cách làm này sau đó được nhân rộng ra các đài truyền hình trong cả nước. Ngày 7 tháng 5 năm 2005, kỷ niệm 30 năm thành lập, HTV vinh dự được Chủ tịch nước phong tặng danh hiệu Anh hùng Lao động thời kỳ đổi mới.
Cũng trong năm 2005, sự kiện SEA Games 23 tại Philippines đánh dấu việc HTV là đài truyền hình Việt Nam đầu tiên thực hiện cầu truyền hình trực tiếp từ nước ngoài. Đó là chương trình Đồng hành cùng SEA Games 23 phát trực tiếp từ Philippines khoảng 15 phút mỗi ngày lúc 19:40 trên HTV9, liên tục từ 25 tháng 11 đến 5 tháng 12 năm 2005. Nhờ đó, khán giả có thể biết được kết quả thi đấu của đoàn thể thao Việt Nam một cách nhanh nhất. Để làm được việc này, HTV đã thuê chỗ tại IBC, kênh vệ tinh, 2 xe và ê-kíp 3 quay phim, 3 biên tập viên, 2 kỹ thuật dựng và 2 kỹ thuật viên phát sóng tác nghiệp ngay tại nước chủ nhà.
Bên cạnh việc tổ chức truyền hình trực tiếp và đưa tin với các sự kiện thể thao lớn của thế giới, HTV cũng ghi dấu ấn mạnh khi lần đầu tiên tổ chức thành công cuộc thi Chinh phục đỉnh Everest. Ngày 22 tháng 5 năm 2008, 3 vận động viên người Việt đầu tiên đã chinh phục nóc nhà thế giới.
Trong giai đoạn này, HTV là một đài truyền hình cực kỳ mạnh mẽ, hoàn toàn không có đối thủ. Ngay cả VTV cũng chỉ là người đứng ngoài cuộc chơi và "không có cửa" để cạnh tranh với HTV về các mảng thể thao, giải trí. HTV thậm chí mạnh đến mức, có thời điểm VTV mua bản quyền World Cup mà phải "năn nỉ" HTV tiếp sóng hoặc cùng khai thác để có chỉ số rating cao nhằm thu hút quảng cáo.
Về lĩnh vực truyền hình trả tiền, năm 2003, HTV thành lập Trung tâm Truyền hình Cáp HTVC. Sau một năm hoạt động, HTVC đã có 700.000 thuê bao tại Thành phố Hồ Chí Minh, trở thành đơn vị truyền hình trả tiền lớn thứ hai tại Việt Nam ở thời điểm đó.
Người có vai trò rất lớn đối với sự phát triển của HTV trong giai đoạn này là ông Phạm Khắc, Tổng Giám đốc đài từ 1996 đến 2003. Người kế nhiệm Huỳnh Văn Nam tiếp tục giữ vững vị trí không-đối-thủ của HTV bằng sự phát triển vượt bậc về công nghệ bên cạnh việc sản xuất nội dung.

### Giai đoạn khủng hoảng, 2008–2015

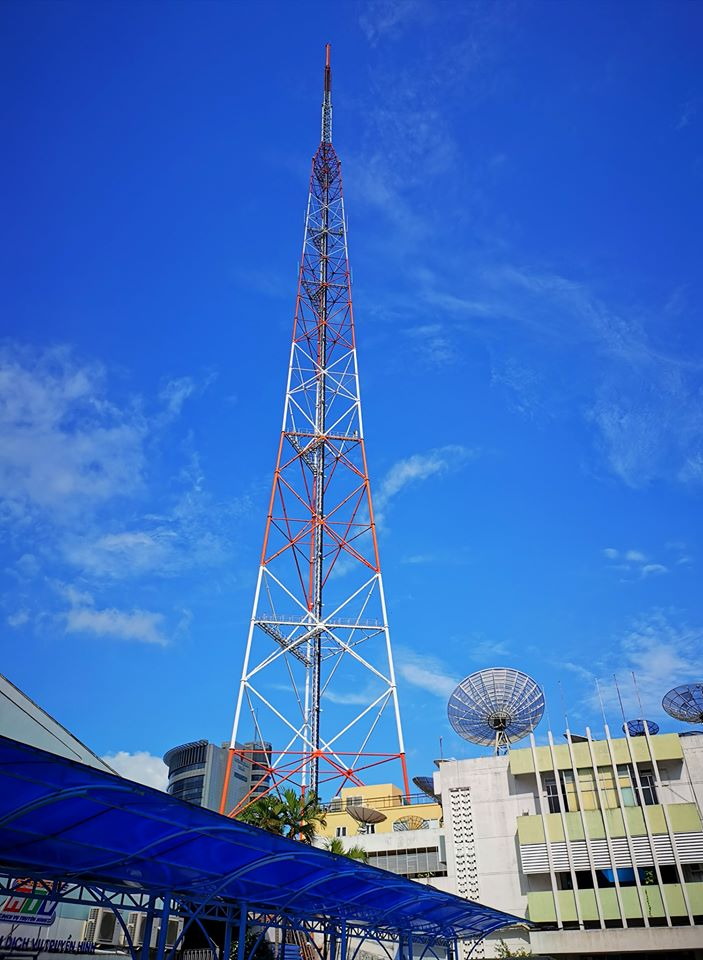
Tháp ăng-ten mới cao 254m, khánh thành ngày 18/01/2010 thay cho tháp ăng-ten cũ có từ thời VNCH. Đây là tháp truyền hình cao nhất Việt Nam tính đến nay. Ảnh: Đinh Dũng/HTV

Vị trí thống trị truyền hình Việt Nam của HTV bắt đầu bị lung lay từ đầu tháng 6 năm 2008, khi UBND TP. HCM gửi công văn yêu cầu HTV hoãn tổ chức Vietnam Idol mùa 2. Đây là một điều lạ khi Vietnam Idol mùa 1 có lượng khán giả cao kỷ lục và không có vấn đề về nội dung. Cuộc thi sau đó không được tiếp tục phát sóng trên HTV và chuyển qua VTV từ năm 2010, với một loạt xì-căng-đan lấn át chất lượng tranh tài.
Trong giai đoạn này, Ban lãnh đạo Thành phố Hồ Chí Minh đã "cơ cấu" lại HTV bằng việc chuyển công tác hoặc sa thải các vị trí chủ chốt của đài, dẫn đến việc nhiều nhân viên HTV nghỉ việc và lập các công ty truyền thông riêng hoặc làm việc cho các đơn vị truyền thông khác. Cùng lúc đó, các đơn vị đang hợp tác với HTV cũng chuyển hướng: nơi thì mở kênh truyền hình riêng, nơi thì quay sang hợp tác với VTV bằng những chương trình truyền hình thực tế nổi tiếng thế giới và giật gân... Tiếp đến, tần số phát sóng và nội dung các kênh xã hội hóa của HTV bị thanh tra: máy tiếp sóng HTV7 và HTV9 đặt tại nhiều tỉnh thành bị dừng hoạt động; các kênh HTV1, HTV3, HTV4 bị buộc ngừng sóng analog tại Thành phố Hồ Chí Minh; dừng phát sóng nhiều chương trình giải trí trên HTV3 vì không đúng tiêu chí kênh; chuyển đổi HTV2 về với chức năng kênh thể thao trong hơn một năm để bổ sung giấy phép...
Tháng 7 năm 2009, Truyền hình cáp HTVC bị xử lý vì phát "lậu" 34 kênh truyền hình. Báo chí khi đó đưa tin đều để chữ "lậu" trong ngoặc kép vì thực tế, đây không phải là phát lậu như cách hiểu thông thường.
Dưới sức ép của các cơ quan quản lý trong những năm 2008–2010 và tiếp tục bị quản lý chặt các năm sau đó, HTV dường như chỉ hoạt động cầm chừng. Tất cả các chương trình đều phải thực hiện theo đúng "đường lối, chủ trương"; hãng phim TFS gần như mất hút sau khoảng thời gian đỉnh cao; các giải bóng đá lớn thưa dần trên sóng...
Từ phía khán giả, sự khủng hoảng của HTV được cảm nhận rất rõ bằng cái "nhạt" ở hầu hết chương trình giải trí, trừ một số ít chương trình phát sóng cuối tuần trên HTV7 như Người bí ẩn hay Thử thách cùng bước nhảy. Từ vị trí của một đài truyền hình đứng đầu, HTV đã rớt hạng trên bảng tổng sắp rating ngay tại thị trường chủ lực là TP. HCM & Đông Nam Bộ. Nhưng trong cơn khủng hoảng đó, có một thực tế rất đáng ghi nhận là HTV vẫn không câu khách bằng xì-căng-đan.
Tuy gặp nhiều khó khăn nhưng HTV vẫn thể hiện vị trí tiên phong truyền thống của mình trong nhiều hoạt động. Một loạt cầu truyền hình quy mô lớn không quảng cáo đã được thực hiện giữa lúc xã hội đang sục sôi vì các diễn biến ngoài Biển Đông: Cầu truyền hình với các đảo Lý Sơn, Phú Quý, Côn Đảo & Phú Quốc, Trường Sa Lớn, Song Tử Tây, nhà giàn DK1 và tàu HQ996... Đó là những lần khán giả được xem trực tiếp hình ảnh từ các vùng biển - đảo tiền tiêu với quy mô lớn mà cho đến nay chưa đài truyền hình nào khác làm được–. Ngoài chủ đề biển đảo, các chương trình cầu truyền hình về biên giới trên đất liền cũng được thực hiện hoành tráng, điển hình là Âm vang biên giới giữa Lai Châu, Kon Tum, An Giang và Thành phố Hồ Chí Minh ngày 14 tháng 12 năm 2013.
Ở mảng tin tức, đầu tháng 1 năm 2012, 60 giây tối chính thức lên sóng, tập trung vào những sự kiện xã hội. Với điểm nổi bật là trình bày nhanh, gọn, trẻ trung, hoàn toàn khác với phong cách truyền thống của Thời sự, ngay lập tức 60 giây đã tạo nên sức hút và thống trị rating mảng tin tức, kéo theo nhiều thay đổi tương tự ở các kênh khác.
Về phim truyền hình dành cho thiếu nhi, bộ phim Gia đình phép thuật là bộ phim được đầu tư quy mô nhất, có rating cao nhất và được coi là bộ phim thiếu nhi hấp dẫn nhất giai đoạn 2009 - 2013.
Về kỹ thuật, sau khi vệ tinh Vinasat-1 được phóng thành công năm 2008, HTV là đơn vị truyền hình đầu tiên ký hợp đồng thuê kênh với VNPT. Ngày 19 tháng 6 năm 2008, HTV bắt đầu phát sóng quảng bá các kênh của mình và nhiều kênh truyền hình địa phương khác theo chuẩn kỹ thuật số DVB-S từ Vinasat-1, mở ra giai đoạn quảng bá truyền hình bằng vệ tinh tại Việt Nam. Nhờ vậy, người dân cả nước, đặc biệt ở các vùng sâu và núi non có thể dễ dàng thu xem miễn phí cùng lúc nhiều kênh truyền hình với chất lượng cao, thay cho vài kênh nhòe nhoẹt khi dùng anten analog mặt đất truyền thống. Chưa đầy một năm sau, ngày 29 tháng 4 năm 2009, HTV tiên phong sử dụng chuẩn phát sóng vệ tinh DVB-S2 để có thể phát được nhiều kênh truyền hình hơn trên một tần số và dọn đường cho việc phát sóng chuẩn HD từ vệ tinh. Ngày 15 tháng 5 năm 2012, HTV lại tiếp tục là đơn vị truyền hình đầu tiên sử dụng Vinasat-2 để phát sóng quảng bá ngay sau khi vệ tinh này được phóng thành công.
Về kỹ thuật ghi hình, từ năm 2013, khi drone (máy bay không người lái) vẫn còn rất mới mẻ trên thế giới thì đài đã tiên phong trang bị cho đội ngũ quay phim của mình. Tuy nhiên, drone khi ấy chỉ phục vụ ghi hình, chưa thể trực tiếp vì chưa đồng bộ kỹ thuật, đặc biệt với xe màu.
Giai đoạn khủng hoảng của HTV khép lại vào năm 2015, sau khi Thành phố Hồ Chí Minh có Bí thư Thành ủy mới.

### Giai đoạn hồi phục, từ 2016 đến nay
Ngay sau khi TP. HCM thay đổi người đứng đầu, HTV cũng có Tổng Giám đốc mới từ tháng 4 năm 2016 là ông Dương Thanh Tùng. Sau đó, tháng 12 năm 2016, ông Thái Thành Chung - Trưởng ban Chương trình và bà Diệp Bửu Chi - Trưởng ban Ca nhạc, được bổ nhiệm làm Phó Tổng Giám đốc HTV. Từ đây, HTV bước vào giai đoạn hồi phục, bắt đầu có nhiều đổi mới về kết cấu và nội dung chương trình trên các kênh HTV. Hàng loạt gameshow và chương trình ăn khách xuất hiện, kéo khán giả quay trở lại với HTV. Phần lớn các chương trình tập trung vào đối tượng khán giả trẻ, cách dẫn năng động và tươi mới, khác hẳn phong cách các thế hệ HTV trước đây.
Cùng với sự thay đổi quan trọng trên, việc triển khai số hóa truyền hình tại khu vực Nam Bộ bắt đầu chuyển sang giai đoạn nước rút. Thông qua SDTV, công ty con của HTV có chức năng phát sóng DVB-T2, vùng phủ sóng mặt đất của HTV đã mở rộng ra toàn khu vực Nam Bộ và được khán giả miền Tây đón nhận nồng nhiệt.
Năm 2018 là dấu mốc quan trọng đối với HTV trong việc phục hồi thị phần và lấy lại vị trí dẫn đầu ở miền Nam. Đặc biệt, mảng thể thao được đầu tư nhiều hơn sau thời gian dài trì trệ. Lần đầu tiên sau nhiều năm vắng bóng các giải thể thao lớn, nhất là bóng đá, HTV đã phát sóng trực tiếp World Cup 2018.

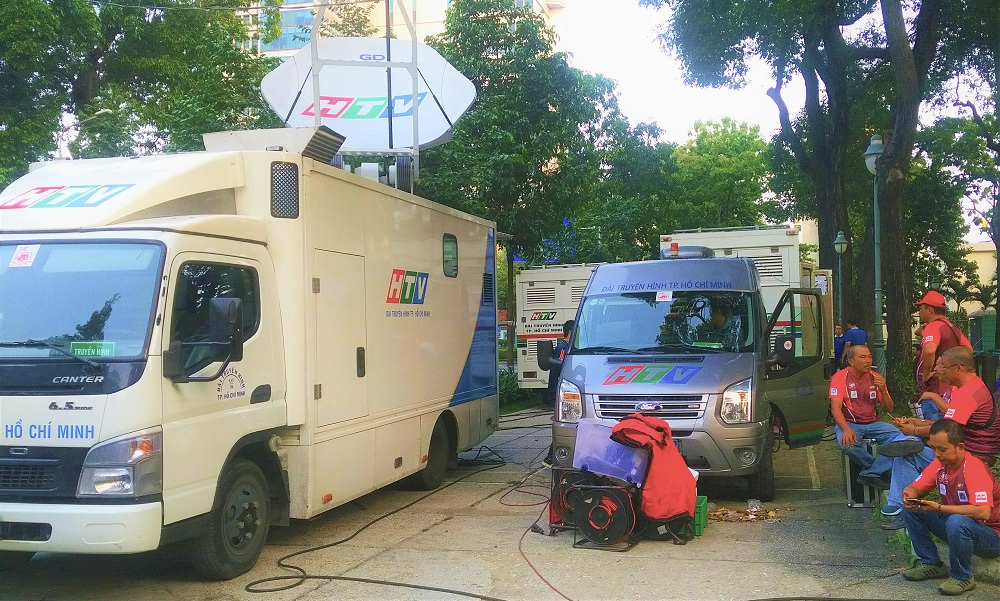
Xe màu cùng xe lưu động và xe phát vệ tinh phục vụ cho Cúp Truyền hình

Về kỹ thuật truyền hình, ngày 3 tháng 4 năm 2018 đã đi vào lịch sử ngành truyền hình Việt Nam khi HTV lần đầu tiên trực tiếp toàn chặng không gián đoạn cho chặng đua Thanh Hóa - Nghệ An ở cúp xe đạp truyền thống của mình. Sự tiến bộ về kỹ thuật trực tiếp và cách thức tổ chức đã tạo rất nhiều bất ngờ cho khán giả, từ đó kéo theo lượng lớn người yêu xe đạp đồng hành cùng đoàn đua qua sóng truyền hình cũng như mạng xã hội mỗi sáng. Với sức lan tỏa mạnh ngoài dự kiến, HTV đã trực tiếp hầu hết các chặng đua còn lại thay vì chỉ 21/30 chặng như kế hoạch ban đầu. Đỉnh điểm là chặng Huế - Đà Nẵng (qua đèo Hải Vân) và chặng Nha Trang - Đà Lạt (qua đèo Ngoạn Mục), tín hiệu trực tiếp vẫn rất ổn định, mở ra giai đoạn mới của truyền hình thể thao tại Việt Nam. Tiếp nối thành công này, ở mùa giải Cúp Truyền hình 2019, HTV lần đầu tiên truyền hình trực tiếp tất cả các chặng đua. Với số lượng camera được tăng cường nhiều hơn và kỹ thuật truyền dẫn tiếp tục cải tiến, khán giả yêu xe đạp đã được theo sát các diễn biến trên đường đua. Nhờ đó, HTV tiếp tục nâng cao vị thế của cuộc đua này. Trong năm 2019, trường quay chương trình Thời sự trên HTV đã có sự thay đổi rõ rệt, hiện đại hơn, xứng tầm với các đài truyền hình trong nước và quốc tế.
Tháng 3 năm 2021, HTV là một trong những đơn vị phát động chiến dịch quyên góp ủng hộ mua vaccine thông qua quỹ "Chung một tấm lòng" với mục tiêu hỗ trợ Chính phủ mua vaccine ngừa COVID-19, và nhận được sự ủng hộ của nhiều tổ chức, cá nhân.

## Những dấu mốc quan trọng
Ghi chú: Các hoạt động mang tính tiên phong tại Việt Nam được mô tả bằng chữ in nghiêng.
- 22 tháng 1 năm 1966: THVN9 phát sóng thử nghiệm bằng máy bay trực thăng.
- 7 tháng 2 năm 1966: THVN9 phát sóng chính thức, khai sinh truyền hình tại Việt Nam.
- 25 tháng 10 năm 1966: Xây dựng tháp truyền hình đầu tiên của Việt Nam.
- 22 tháng 3 năm 1973: Đài AFVN chấm dứt hoạt động tại VNCH, chuyển giao cơ sở vật chất cho THVN9.
- 29 tháng 4 năm 1975: THVN9 phát sóng buổi cuối cùng trước ngày Sài Gòn sụp đổ.
- 1 tháng 5 năm 1975: Đổi tên thành Đài Truyền hình SGGP, Kênh 9 lên sóng trở lại sau một ngày dừng sóng.
- 3 tháng 10 năm 1975: Hãng Truyền hình Đắc Lộ chính thức sáp nhập vào Truyền hình SGGP.
- 2 tháng 7 năm 1976: Đổi tên thành Đài Truyền hình TP.HCM, là đài khu vực Nam Bộ thuộc Ủy ban PT-TH Việt Nam.
- 1986: Phát sóng trở lại FM 99.9 MHz - kênh FM duy nhất tại Việt Nam hoạt động sau 1975 trong nhiều năm.
- 1987: Được chuyển giao về UBND TP.HCM, hạ cấp thành đài truyền hình địa phương.
- 1987: Kênh 7 lên sóng, HTV trở thành đài đầu tiên của Việt Nam phát sóng cùng lúc 2 kênh riêng biệt.
- 1987: Thành lập Trung tâm Dịch vụ Truyền hình, đơn vị làm quảng cáo & bản quyền truyền hình đầu tiên sau 1975.
- 23 tháng 8 năm 1987: Cháy toàn bộ trung tâm truyền hình, chỉ còn lại đài phát sóng và bộ phận tư liệu.
- 24 tháng 8 năm 1987: Chấm dứt hệ đen trắng, chuyển qua phát hình màu.
- 4 tháng 10 năm 1988: Lần đầu tiên truyền hình trực tiếp ca phẫu thuật tách cặp song sinh Việt - Đức.[cần dẫn nguồn]
- 1 tháng 1 năm 1990: Nâng thời lượng phát sóng cho cả hai Kênh 7 và 9 lên 12 giờ/ngày.
- 18 tháng 10 năm 1991: Thành lập TFS, hãng phim trực thuộc đài truyền hình đầu tiên của Việt Nam.
- 1993: Sử dụng kỹ thuật phông xanh và máy nhắc chữ đầu tiên tại Việt Nam.
- Tháng 6 năm 1994: Đưa ra biểu trưng chính thức với tên HTV. Kênh 7 và Kênh 9 có biểu trưng là HTV7 và HTV9.
- Tháng 1 năm 1997: Lên sóng kênh HTV7 trên MMDS của SCTV.
- Tháng 5 năm 1997: Thành lập Bản tin HTV.
- 1 tháng 9 năm 1997: Chuyển giao FM 99.9 MHz cho Đài Tiếng nói Nhân dân TP. HCM.
- 1999: Vận hành hệ thống phát sóng tự động bằng robot cho 2 kênh HTV7, HTV9.
- 31 tháng 12 năm 1999: Thực hiện buổi phát sóng dài kỷ lục 42 tiếng 30 phút "Thế giới chào đón năm 2000".
- 2000: Thực hiện chương trình ca nhạc với trường quay ảo đầu tiên tại Việt Nam.
- 2003: Thay đổi bộ nhận diện của đài; phát sóng HTV7, HTV9 chuẩn DVB–S trên vệ tinh Measat 2.
- 1 tháng 7 năm 2003: Thành lập Trung tâm Truyền hình cáp HTVC.
- 1 tháng 10 năm 2003: Phát sóng số mặt đất gồm HTV9, HTV7, VTV1, VTV3 và ra mắt 4 kênh HTV1, HTV2, HTV3, HTV4.
- 2004: HTV7, HTV9 được đặt hơn 40 trạm analog phát lại trên cả nước cùng với phát sóng DVB-T tại miền Bắc.
- 8 tháng 2 năm 2005: Thực hiện cầu truyền hình đón giao thừa với Đài truyền hình quốc gia Lào.
- 7 tháng 5 năm 2005: Nhận danh hiệu Anh hùng Lao động thời kỳ đổi mới do Chủ tịch nước trao tặng.
- 1 tháng 6 năm 2005: Nâng thời lượng phát sóng thử nghiệm kênh HTV7 lên 23h50/24h (từ 05:30–05:20) và kênh HTV7 chính thức phát sóng từ ngày 1 tháng 1 năm 2006, với thời lượng 23h45/24h (từ 05:00–04:45), là kênh đầu tiên của HTV phát sóng với thời lượng 23h45/24h.[45][46][47]
- 25 tháng 11 năm 2005: Thực hiện chương trình trực tiếp đầu tiên của VN từ nước ngoài.
- 1 tháng 1 năm 2006: Nâng thời lượng phát sóng kênh HTV9 lên 23h45/24h (từ 05:00–04:45).
- 27 tháng 4 năm 2006: Khánh thành tòa nhà Trung tâm Truyền hình HTV và hệ thống server phát sóng tự động.
- 2007: Vận hành toàn bộ quy trình sản xuất, lưu trữ và phát sóng trên nền tảng file số.
- 6 tháng 8 năm 2008: HTVC ra mắt dịch vụ HDTV và FBNC - kênh truyền hình Full HD đầu tiên tại Việt Nam.
- 19 tháng 6 năm 2008: Phát sóng quàng bá các kênh HTV, HTVC từ Vinasat 1, band C và KU, chuẩn DVB-S.
- 29 tháng 4 năm 2009: Áp dụng chuẩn phát sóng DVB-S2 cho các kênh trên vệ tinh Vinasat 1, band C và KU.
- 7 tháng 5 năm 2009: Ngừng sóng analog các kênh HTV1, HTV3, HTV4.
- 18 tháng 1 năm 2010: Khánh thành tháp ăng-ten mới cao 254m, cao nhất Việt Nam tính đến nay.
- 31 tháng 12 năm 2011: Ngừng sóng Kênh 25 và Kênh 30.
- 15 tháng 5 năm 2012: Chuyển các kênh band KU từ vệ tinh Vinasat 1 sang vệ tinh Vinasat 2.
- 19 tháng 5 năm 2013: HTV7, HTV9 phát sóng HD đầu tiên trong các kênh quảng bá Việt Nam.
- 2013: Bắt đầu sử dụng máy bay không người lái để ghi hình, lần đầu tiên tại Việt Nam.
- 10 tháng 10 năm 2014: Thành lập Công ty Truyền hình Kỹ thuật số Miền Nam, có nhiệm vụ phát sóng DVB-T2.
- 15 tháng 4 năm 2015: Phim trường HTV Hòa Phú, Củ Chi chính thức hoạt động.
- 15 tháng 8 năm 2016: Ngừng sóng analog HTV7 và HTV9 VHF theo lộ trình số hóa của Chính phủ.
- 1 tháng 10 năm 2016: Bắt đầu nâng cấp chất lượng các chương trình trên HTV7 và HTV9.
- 1 tháng 3 năm 2018: Thử nghiệm phát sóng truyền hình hệ T-DMB tại TP.HCM.
- 2018: Sử dụng máy bay không người lái trong các chương trình truyền hình trực tiếp.
- 3 tháng 4 năm 2018: Trực tiếp toàn chặng đua xe đạp đường trường không gián đoạn, lần đầu tiên tại Việt Nam.
- 30 tháng 1 năm 2019: Phát sóng HD cho 2 kênh HTV7, HTV9 trên vệ tinh Vinasat 2, band KU.
- 2021: Chuyển đổi Tạp chí HTV thành Bản tin HTV.
- 29 tháng 1 năm 2022: Phát sóng HD cho 2 kênh HTV1, HTV Key trên vệ tinh Vinasat 2, band KU.
- 25 tháng 7 năm 2023: Thực hiện thử nghiệm đồng bộ luồng kênh SD & HD cho tất cả các kênh sóng của Đài trên HTVC và SDTV.
- 2 tháng 9 năm 2023: kênh HTV3 được nâng lên tiêu chuẩn HD.
- 1 tháng 11 năm 2023: kênh HTV1, HTV2 được nâng lên tiêu chuẩn HD
- 15 tháng 1 năm 2025 các kênh HTV7 và HTV9 trên hạ tầng truyền hình số mặt đất VTC khu vực Hà Nội, Đà Nẵng và các tỉnh phía Bắc sẽ tạm ngưng phát sóng do Đài Truyền hình Kỹ thuật số VTC chấm dứt hoạt động theo chỉ đạo của cơ quan chủ quản.
- 1 tháng 3 năm 2025: kênh HTV2, HTV3 đã trở lại trên vệ tinh Vinasat 2, band Ku.

## Cơ cấu tổ chức

### Lãnh đạo Đài
- Tổng Giám đốc: Cao Anh Minh
- Phó Tổng Giám đốc:
  1. Diệp Bửu Chi
  2. Thái Thành Chung
- Tổng Giám đốc qua các thời kỳ
  1. Huỳnh Văn Tiểng (1976–1989)
  2. Đặng Trung Hiếu (1993–1996)
  3. Nghệ sĩ nhân dân, Anh hùng Lao động Phạm Khắc (1996–2002)
  4. Huỳnh Văn Nam[48] (2002–2011)
  5. Nguyễn Quý Hòa (2011–2016)
  6. Dương Thanh Tùng (2016–3/2022)[49][50][51]
  7. Cao Anh Minh (12/2022–nay)

### Các Ban chuyên môn và đơn vị trực thuộc
- Trung tâm Tin tức.
- Ban Văn hóa - Xã hội.
- Ban Biên Tập các Kênh Truyền hình Số và Cáp.
- Ban Chương trình.
- Ban Chuyên đề.
- Ban Văn nghệ.
- Ban Ca nhạc.
- Ban Thiếu nhi.
- Ban Thể dục Thể thao.
- Trung tâm Sản xuất chương trình.
- Ban Quản lý Kỹ thuật.
- Ban Tổ chức - Đào tạo.
- Văn phòng.
- Ban Khai thác Phim Truyền hình.
- Trung tâm Truyền hình Cáp HTVC.
- Trung tâm Dịch vụ Truyền hình.
- Trung tâm Phát hình.
- Hãng phim Truyền hình TFS.

## Những chương trình nổi bật

### Giải thưởng, giải đấu, cuộc thi
- Cuộc thi Hoa hậu truyền hình 1967: THVN9 tổ chức cuộc thi đầu tiên của Việt Nam & Đông Nam Á.
- Cuộc đua xe đạp tranh Cúp truyền hình (từ 1989): Cuộc đua xe đạp đầu tiên do một đài truyền hình tại Việt Nam tổ chức, với mục đích đẩy mạnh phong trào xã hội hóa thể thao và kỷ niệm ngày thống nhất đất nước.
- Tiếng hát Truyền hình (1991–2015): Cuộc thi ca hát đầu tiên trên truyền hình, được tổ chức mỗi năm 1 lần. Các giọng ca đoạt giải từ cuộc thi này, đặc biệt là ở 15 năm đầu, đều trở thánh những ca sĩ nổi tiếng sau cuộc thi. Những gương mặt điển hình xuất phát từ cuộc thị này có Như Quỳnh, Mai Thiên Vân, Đàm Vĩnh Hưng,Thu Minh,Hồng Ngọc, Võ Hạ Trâm...
- Chuông vàng Vọng cổ (từ 2006): Cuộc thi tuyển chọn những nhân tố mới, đóng góp cho sự phát triển của nghệ thuật cải lương.
- Giải thưởng truyền hình HTV (2007–2016): Giải thưởng thường niên được trao cho các nghệ sĩ, cá nhân, diễn viên... có công đóng góp cho HTV trong suốt một năm.
- Tiếng hát măng non truyền hình
- Tiếng ca học đường
- Người dẫn chương trình truyền hình - Én vàng (từ 2004)
- Thử thách địa hình - HTV Challenge Cup (từ 2019)

### Chương trình đặc biệt thường niên
- Táo quân (1982–2019): Chương trình hài kịch phát sóng trong đêm cuối năm âm lịch và kết thúc đúng vào thời khắc giao thừa, với nhân vật chính là Táo quân - người tổng hợp những sự việc chính xảy ra trong năm. Táo quân ra mắt lần đầu tiên trên kênh HTV9 vào đêm giao thừa Nhâm Tuất (24 tháng 1 năm 1982) và trở thành chương trình được mong đợi nhất vào đêm giao thừa trong hai thập niên 1980–1990.

### Trò chơi truyền hình, truyền hình thực tế
- Vượt lên chính mình (2005–2018).
- Thần tượng Âm nhạc – Vietnam Idol (Mùa 1 & 2)
- Chinh phục đỉnh Everest (2007–2008): Các vận động viên phải chinh phục 4 đỉnh núi là Fansipan (Việt Nam), Kinabalu (Malaysia), Kilimanjaro (châu Phi), Island Peak (Nepal) trước thử thách cuối cùng là "nóc nhà thế giới" - đỉnh Everest (thuộc Nepal). Ngày 22 tháng 5 năm 2008, 3 nhà leo núi Bùi Văn Ngợi (25 tuổi), Phan Thanh Nhiên (23 tuổi) và Nguyễn Mậu Linh (31 tuổi) trở thành những người Việt Nam đầu tiên ghi tên vào danh sách những người chinh phục được đỉnh núi Everest.
- Thử thách cùng bước nhảy (2012– 2016): Chương trình thi tài về nhảy múa, dựa theo format So you think you can dance của Mỹ, phối hợp với công ty Đông Tây Promotion thực hiện.
- Người bí ẩn (từ 2014): Chương trình tìm kiếm các tài năng với những biệt tài lạ thường bằng sự phán đoán của các nghệ sĩ, phối hợp với công ty Đông Tây Promotion thực hiện.
- Running Man Vietnam (từ 2019): Chương trình truyền hình thực tế về vận động, phối hợp với Madison Media Group (mùa 1) và Đông Tây Promotion (mùa 2) sản xuất.
- Siêu trí tuệ Việt Nam (từ 2019): Chương trình tìm kiếm những tài năng, biệt tài liên quan đến trí óc, phán đoán, mua bản quyền từ Trung Quốc, phối hợp với công ty Vie Channel thuộc DatvietVAC.
- Nhanh như chớp
- Rap Việt (từ 2020)
- Xuân Hạ Thu Đông, rồi lại Xuân (từ 2021)
- Cơ hội đổi đời
- Hát cho ngày mai: Chương trình âm nhạc tôn vinh những bác sĩ, tình nguyên viên trong công tác chống dịch COVID-19.
- Đây chính là nhảy đường phố - Street Dance Việt Nam: Chương trình thi tài nhảy múa đường phố, dựa theo format Street Dance của Trung Quốc.
- 2 ngày 1 đêm - chương trình truyền hình thực tế về khám phá, trải nghiệm du lịch.
- Anh trai "say hi" - chương trình truyền hình thực tế về âm nhạc, với sự tham gia của hơn 30 nghệ sĩ, ca sĩ... trẻ thuộc nhiều lĩnh vực.

### Khác
- Nhịp cầu âm nhạc (1999–2016): Chương trình ca nhạc theo yêu cầu phát trực tiếp đầu tiên tại Việt Nam, lên sóng mỗi tháng 1 lần trên kênh HTV7.
- Vầng trăng cổ nhạc (từ 2001): Chương trình ca cổ & trích đoạn cải lương lên sóng mỗi tháng 1 lần.
- Trong nhà ngoài phố
- Ngân mãi chuông vàng
- Ngôi nhà mơ ước (từ 2005): Chương trình xây nhà cho các gia đình có hoàn cảnh khó khăn trên khắp cả nước.
- Câu chuyện ước mơ (2008)
- Thay lời muốn nói (từ 2000).
- 60 giây (từ 2012): Chương trình tin tức tổng hợp, phát sóng trực tiếp trong 2 khung giờ 06:30-07:00 và 18:30-19:00 mỗi ngày trên HTV7 và HTV9, được thực hiện bởi Trung tâm Tin tức, Đài Truyền hình TP.HCM.
- Toả sáng giữa đời thường (2013)
- Tiếng hát mãi xanh

## Tranh cãi

### MC chúc "Quốc tang thật nhiều niềm vui"
Trong chương trình An toàn giao thông TP được phát sóng trực tiếp ngày 12 tháng 10 năm 2013 trên HTV1, sau khi cung cấp thông tin về tình hình giao thông trong ngày quốc tang Đại tướng Võ Nguyên Giáp, MC Lê Minh Ngọc đã lỡ lời: "...để chúng ta có một ngày Quốc tang thật nhiều niềm vui và an toàn". Câu nói trên đã khiến dư luận bức xúc và thất vọng. Một ngày sau, ông Lê Quang Trung - Phó Bí thư Đảng ủy HTV, Trưởng ban điều hành kênh HTV1 đã lên tiếng xin lỗi khán giả cả nước..

### "Dạy" ăn thịt chó trên truyền hình
Trong tập 16 chương trình Việt Nam đất nước tôi yêu phát sóng vào tối 30 tháng 1 năm 2018 trên HTV3, hai thanh niên Việt Nam tận tình hướng dẫn người Hàn Quốc "ăn thịt chó đúng cách" trong lúc xã hội đang phát sinh tranh luận cần xóa bỏ việc ăn thịt chó. Trước phản ứng quyết liệt từ phía khán giả, đại diện kênh HTV3 lên tiếng xin lỗi và khẳng định Đài sẽ kiểm duyệt nội dung các chương trình kỹ lưỡng hơn.

### Nghệ sĩ Lê Giang tố chồng cũ bạo hành trong "Sau ánh hào quang"
Cuối tháng 12 năm 2017, trên HTV và báo chí đồng loạt thông tin về tập 10 của chương trình Sau ánh hào quang, trong đó nghệ sĩ Lê Giang tố chồng cũ (là danh hài Duy Phương) bạo hành, thậm chí xô ngã xuống cầu thang. Sự việc này ảnh hưởng trực tiếp đến nghệ sĩ Duy Phương, dẫn đến việc ông gửi đơn kiện yêu cầu HTV và nhà sản xuất chương trình (Đông Tây Promotion) phải bác bỏ thông tin trên. Phản hồi về đơn kiện của nam nghệ sĩ, HTV cho rằng họ đã kiểm duyệt, thẩm định và phản ánh trung thực những thông tin Lê Giang kể trong chương trình và không chấp nhận xin lỗi và bồi thường cho Duy Phương. Cuối cùng, sau hơn 1 năm theo đuổi, phía nhà sản xuất đã bồi thường nghệ sĩ Duy Phương 20 triệu đồng.

### Liên quan đến sự xuất hiện của Hồng Phượng và chồng trên truyền hình
Tập 21 của chương trình 100% lên sóng tối ngày 3 tháng 7 năm 2023 trên kênh HTV7 bị nhiều khán giả phản ứng kịch liệt khi có sự tham gia của nghệ sĩ Hồng Phượng và chồng của mình, giữa lúc họ đang vướng lùm xùm xoay quanh quyền thừa kế với Hồng Loan - con gái nghệ sĩ Vũ Linh - sau khi ông vừa qua đời vài tháng trước đó. Cộng đồng mạng cũng đã để lại những đánh giá 1 sao trên các trang Facebook và Google để bày tỏ sự phẫn nộ về điều này. Một ngày sau đó, trên fanpage chính thức, HTV đã đăng tải một bức thư ngỏ, trong đó dù không nêu cụ thể hay đề cập trực tiếp đến sự việc hay bất kỳ nghệ sĩ nào nhưng nhấn mạnh rằng họ luôn coi trọng ý kiến đóng góp của khán giả và cam kết tiếp thu và xử lý tất cả các ý kiến đóng góp một cách nghiêm túc và chuyên nghiệp. Tất cả cả video và hình ảnh liên quan đến Hồng Phượng trong chương trình đã bị gỡ bỏ khỏi tất cả các nền tảng của HTV.
Trao đổi với Thanh Niên, Hồng Phượng cho biết cô tham gia chương trình này với vai trò người chơi từ tháng 2, một tháng trước khi nghệ sĩ Vũ Linh mất; khi lên sóng, cô nghĩ khán giả sẽ chỉ phản ứng trên trang cá nhân của mình mà không ảnh hưởng đến nhà đài. "Thật sự tôi rất buồn vì mọi việc ngày càng đi xa và không đáng phải bị như vậy. Việc khán giả phản ứng khi chương trình 100% được phát sóng làm ảnh hưởng đến đài, tôi rất ái ngại", cô nói.

## Các kênh truyền hình
| Tên kênh           | Thành lập                                                                                    | Nội dung                                                                      |
| ------------------ | -------------------------------------------------------------------------------------------- | ----------------------------------------------------------------------------- |
| HTV9               | 7 tháng 2 năm 1966 (Hồi tố) 1 tháng 5 năm 1975 (Chính thức)                                  | Kênh Thời sự - Chính luận - Tổng hợp                                          |
| HTV7               | 30 tháng 4 năm 1986 (Thử nghiệm) 3 tháng 2 năm 1987 (Chính thức)                             | Kênh Thể thao, Giải trí tổng hợp                                              |
| HTV1               | 1 tháng 10 năm 2003                                                                          | Kênh Thông tin công cộng                                                      |
| HTV2 - Vie Channel | 1 tháng 10 năm 2003 (Thử nghiệm) 1 tháng 11 năm 2003 (Chính thức)                            | Kênh Giải trí tổng hợp, dưới sự hợp tác của HTV & Công ty cổ phần Vie Channel |
| HTV3               | 1 tháng 10 năm 2003                                                                          | Kênh Thanh thiếu niên và nhi đồng                                             |
| HTV Key            | 1 tháng 10 năm 2003                                                                          | Kênh phổ biến kiến thức                                                       |
| HTV Thể Thao       | 17 tháng 10 năm 2008 (kênh truyền hình cáp HTVC Thể thao) 19 tháng 5 năm 2013 (HTV Thể thao) | Kênh Thể thao tổng hợp                                                        |

Trong dịp Tết Nguyên Đán Ất Tỵ 2025 từ 0h ngày 28/1/2025 - 04h50 ngày 2/2/2025, các kênh HTV1, HTV3, HTV Key sẽ hòa sóng vào kênh HTV9 và từ 23h55 ngày 28/1/2025 đến 04h50 ngày 2/2/2025 kênh HTV7 cũng sẽ hòa sóng kênh HTV9

### Các kênh cũ
| Tên kênh  | Thành lập                                                                                              | Nội dung                            |
| HTV Co.op | 1 tháng 5 năm 2011 (Thử nghiệm) 1 tháng 10 năm 2011 (Chính thức) 17 tháng 12 năm 2024 (dừng phát sóng) | Kênh Phim truyện, Giải trí, Văn hóa |

### Giới thiệu gương mặt đọc danh sách chương trình Tin buồn
Danh sách các phát thanh viên, biên tập viên, người dẫn chương trình đọc chương trình Tin buồn trên kênh HTV9 - Đài Truyền hình Thành phố Hồ Chí Minh.

#### Hiện tại
- Lê Đỗ Thụy (HTV9)
- Nguyễn Thùy Vân (HTV9)
- Thanh Bình (HTV9)
- Đặng Thanh Nhàn (HTV9)

#### Trước đây
- Hoàng Thúy Hoa (HTV9)
- Nguyễn Thị Quỳnh Giang (HTV9)

### Giới thiệu gương mặt đọc danh sách chương trình Rao vặt
Danh sách các phát thanh viên, biên tập viên đọc chương trình Rao vặt trên kênh HTV1 - Đài Truyền hình Thành phố Hồ Chí Minh.

#### Hiện tại
- Nguyễn Thùy Vân (HTV1)
- Thanh Bình (HTV1)

### Giới thiệu gương mặt đọc danh sách các chương trình ngày mai
Danh sách các phát thanh viên, biên tập viên, người dẫn chương trình đọc Giới thiệu chương trình ngày mai của Đài Truyền hình Thành phố Hồ Chí Minh từ ngày 3 tháng 7 năm 1976 đến ngày 15 tháng 7 năm 2019.

#### Hiện tại
- Lê Đỗ Thụy (HTV7, HTV9)
- Nguyễn Thùy Vân (HTV7, HTV9)
- Thanh Bình (HTV9)

#### Trước đây
- Ngọc Phú (HTV9)
- Hoàng Thúy Hoa (HTV9)
- Như Quỳnh (HTV9)
- Đặng Thanh Nhàn (HTV9)
- Nguyễn Thị Quỳnh Giang (HTV7, HTV9)
- Nguyễn Thu Hương (HTV9)
- Lê Thị Phương Thảo (HTV7, HTV9)
- Vũ Anh Quân (HTV7, HTV9)

## Các dịch vụ

### Truyền hình cáp
HTV có dịch vụ truyền hình cáp riêng với thương hiệu là HTVC. Đặc biệt, HTV đã phối hợp với VNPT để cung cấp các kênh truyền hình HTV và gói dịch vụ của HTVC trên đường cáp quang của VNPT (HTV – Fiber VNN). Ngoài ra, HTV cũng mở rộng mạng lưới cung cấp dịch vụ truyền hình của mình thông qua tất cả các dịch vụ truyền hình trả tiền khác trên toàn quốc.

### Truyền hình số mặt đất
Công ty con của HTV là SDTV có chức năng phát sóng truyền hình kỹ thuật số mặt đất theo chuẩn DVB-T2 cho toàn khu vực miền Nam Việt Nam từ Đà Nẵng trở vào (trừ 2 tỉnh Gia Lai & Kon Tum). Năm 2017 đánh dấu việc SDTV đã hoàn tất phủ sóng truyền hình số cho 20 tỉnh khu vực Nam Bộ, đi trước một năm so với lộ trình do Chính phủ đề ra. Hiện nay, trên 90% dân số khu vực Nam Bộ đã có thể thu sóng của SDTV dễ dàng.
Năm 2018, SDTV tiếp tục mở rộng mạng phát sóng DVB-T2 ra khu vực Nam Trung Bộ & Tây Nguyên (trừ hai tỉnh Gia Lai & Kon Tum). Đến tháng 3 năm 2019, SDTV hoàn tất phủ sóng tại nhiều tỉnh, thành khu vực này.

### Quảng cáo và phát hành chương trình
HTV là đài truyền hình đầu tiên trong cả nước phát sóng quảng cáo sau năm 1975. Việc quản lý các chương trình quảng cáo được đảm nhiệm bởi Trung tâm Dịch vụ Truyền hình (HTVS). Bên cạnh chức năng chính là làm quảng cáo, HTVS còn là đơn vị chịu trách nhiệm phát hành các chương trình truyền hình, bán bản quyền truyền hình... góp phần nâng cao vị thế và tầm ảnh hưởng trong các lĩnh vực hoạt động của HTV.

### Truyền hình vệ tinh
Từ những năm 2000, HTV đã bắt đầu đưa các chương trình của mình lên vệ tinh Measat-2 và chính thức trở thành nhà phát sóng vệ tinh cho các kênh địa phương khác khi Vinasat-1 lên quỹ đạo. Thực tế, HTV gần như không quảng bá việc mình phát sóng qua vệ tinh mà chỉ làm rất âm thầm. Người xem tự dùng chảo parabol thu sóng từ vệ tinh Vinasat-1, Vinasat-2 và tự thông báo trên các diễn đàn. HTV chưa từng công bố chính thức về các tần số phát sóng vệ tinh của các kênh HTV, HTVC và các kênh địa phương do chính mình làm dịch vụ phát sóng.
Tình đến thời điểm tháng 3 năm 2019, HTV đã sử dụng Vinasat-1, band C để phát 2 kênh HTV7, HTV9 và Vinasat – 2, band KU cho nhóm kênh HTV, HTVC và nhiều kênh truyền hình địa phương khác.

### Truyền hình Internet, OTT
HTV đã triển khai hai dịch vụ OTT là HTV Online và HTVC hoạt động trên iOS, Android, các Smart TV, Smart Box... HTV TMS cũng đã hợp tác với công ty VNPT Technology để ra mắt gói dịch vụ HTVC tvod, với smartbox hoạt động trên mạng Internet... Bộ phận nội dung số của Đài tiếp tục triển khai việc cung cấp nội dung chương trình HTV trên Youtube và cho một số đơn vị kinh doanh nội dung số như: VieON, FPT Play, ZingTV, Viettel, HD Việt. Trong thời gian tới, Đài sẽ tiếp tục đẩy mạnh hình thức kết hợp phân phối nội dung trên online và sóng truyền hình, tiến đến việc sản xuất nội dung phù hợp nhiều nền tảng, nhiều đối tượng cho nhiều môi trường phân phối.

### Phát hành chương trình trên mạng xã hội
HTV hiện quản lý và khai thác các trang Facebook cũng như nhiều kênh YouTube chính thức, bao gồm HTV Entertainment, HTV Music, HTV Sports, HTV Films, HTV Tin tức, 60 giây, HTVC Phim, HTVC Teen, HPlus... Thông qua các trang này, khán giả có thể xem lại nhiều (không phải tất cả) chương trình ngay sau khi phát sóng trên truyền hình. Việc quản lý và kinh doanh nội dung các chương trình của HTV trên YouTube được đảm trách bởi HTV – TMS và HTVS.

## Những phóng viên, biên tập viên, phát thanh viên và người dẫn chương trình tiêu biểu
Dưới đây là danh sách những phóng viên, biên tập viên, phát thanh viên và người dẫn chương trình tiêu biểu của Đài Truyền hình TP.HCM.
- Lê Đỗ Quỳnh Hương (HTV7, HTV9)
- Nguyễn Thị Quỳnh Giang (HTV7,HTV9)
- Lê Đỗ Thuỵ (HTV7, HTV9)
- Lê Phước Lập (HTV7, HTV9)
- Lê Quỳnh Trâm (HTV9)
- Trần Thiên Vũ (HTV9)
- Như Quỳnh (HTV9)
- Vũ Mạnh Cường (HTV7, HTV9, HTV1)
- Đoàn Võ Nhật Trường (HTV7, HTV9)
- Lê Thị Phương Thảo (HTV7, HTV9)
- Võ Huỳnh Tấn Tài (HTV9)
- Nguyễn Nhị Lan Nhi (HTV9)
- Phùng Tú Văn (HTV Thể Thao)
- Nguyễn Thái Ân (HTV Thể Thao)
- Nguyễn Huỳnh Mai Anh (HTV9, HTV Thể Thao)
- Võ Phan Như Bình (HTV Thể thao)
- Hồ Phương Mai (HTV9)
- Nguyễn Thùy Vân (HTV7, HTV9, HTV1)
- Trần Thị Thanh Phương (HTV7, HTV9, HTV1)
- Huỳnh Lê Ái Trinh (TFS, HTV7, HTV9)
- Phan Tô Ny (HTV9)
- Minh Phương (HTV9)
- Yến Thanh (HTV9)
- Việt Toàn (HTV9)
- Đạt Nguyễn (HTV9)
- Việt Hùng (HTV9)
- Thúy Lan (HTV9)
- Nguyễn Mai Lan (HTV9)
- Phương Linh (HTV9)
- Đỗ Văn Bửu Điền (Color Man) (HTV9, HTV7, Điền Quân Group)
- Lê Hưng (HTV9)
- Phan Trung Hậu (HTV9)
- Phương Thanh (HTV9)
- Ngọc Phú (HTV9)
- Nguyễn Thanh Long (HTV9)
- Nguyễn Ngọc Thanh Thảo (HTV7, HTV9)
- Phùng Mạnh Linh (HTV9, HTV7)
- Hoàng Thúy Hoa (HTV9)
- Như Quỳnh (HTV9)
- Thanh Bình (HTV9, HTV1)
- Trần Thị Ngọc Hương (HTV9, HTV7)
- Lê Thị Phương Thảo (HTV7, HTV9)
- Khải Hoàn (HTV9)
- Đặng Thanh Nhàn (HTV9)
- Trần Hùng (Thường trú tại TP. Hồ Chí Minh - chuyển từ HTV9)

## Hoạt động thương mại

### Trung tâm Dịch vụ Truyền hình
Là Đài đầu tiên thành lập đơn vị trực thuộc phụ trách tất cả các dịch vụ tạo nguồn thu từ sau năm 1975, HTV đã chứng minh sự năng động trong hoạt động kinh doanh bên cạnh nhiệm vụ "truyền thống" là sản xuất chương trình và phát sóng. Trung tâm Dịch vụ Truyền hình là nơi tiếp nhận quảng cáo, phát hành đĩa, in sang các chương trình; Thiết kế, lắp đặt, cho thuê các thiết bị truyền hình, phim trường, phòng thu; Phối hợp thực hiện tài trợ, cung cấp bản quyền.
Với sự thành công của đơn vị tiên phong, "Trung tâm Dịch vụ Truyền hình" hiện nay gần như đã thành tên gọi mặc định của đơn vị tiếp nhận quảng cáo của tất cả các đài Phát thanh - Truyền hình trên cả nước.

### Trung tâm Truyền dẫn – Phát sóng
Trung tâm Truyền dẫn – Phát sóng có tên tiếng Anh là Transmission and Broadcast Center, là đơn vị trực thuộc HTV được hình thành từ khi thành lập Đài. Với tên gọi cũ là Đài phát sóng, đến năm 2005 sau khi sát nhập với Phòng Phát hình được đổi tên thành Trung tâm Truyền dẫn - Phát sóng. Đến năm 2008, sau khi tách bộ phận Phát hình ra khỏi Trung tâm thì tên gọi vẫn được giữ nguyên cho đến nay.
Trung tâm hiện nay có 2 đơn vị trực thuộc là Phòng Sửa chữa và Phòng Đài phát. Ban phụ trách đơn vị gồm Giám đốc và Phó giám đốc Trung tâm.
Nhiệm vụ chính của Trung tâm là quản lý, khai thác, bảo trì, sửa chữa hệ thống thiết bị phát sóng mặt đất, hệ thống truyền dẫn tín hiệu qua vệ tinh của Đài. Bên cạnh đó, Trung tâm còn quản lý, vận hành khai thác các thiết bị truyền dẫn khác như: cáp quang, Viba, Truyền hình số mặt đất...
Trung Tâm còn làm dịch vụ truyền dẫn tín hiệu các chương trình trực tiếp của các Đài truyền hình địa phương trên cả nước. Đồng thời, tiếp tục thực hiện nhiều chương trình thể thao trực tiếp ra nước ngoài, được phát sóng trên các kênh: FOX News, StarSports, ESPN, CNN...

### Hãng phim truyền hình TFS
Hãng phim Truyền hình Thành phố Hồ Chí Minh chuyên sản xuất phim truyện, phim tài liệu, ký sự, tạp chí văn nghệ, các loại chương trình giải trí tổng hợp...

### Công ty Dịch vụ Kỹ thuật - Truyền thông HTV
Là công ty con của HTV, hoạt động chủ yếu trong lĩnh vực: Thiết lập mạng và cung cấp dịch vụ viễn thông; Kinh doanh dịch vụ truyền hình trả tiền; Tổ chức sản xuất và phát hành các chương trình truyền hình... góp phần nâng cao vị thế và tầm ảnh hưởng trong các lĩnh vực hoạt động của HTV.

## Logo

Sử dụng từ ngày 22/01/1966 đến ngày 31/01/1975
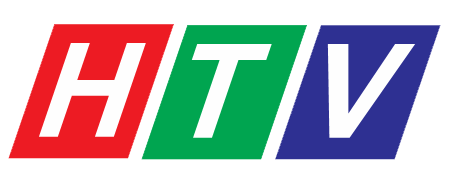
Sử dụng từ ngày 01/02/1995 đến ngày 31/12/2002
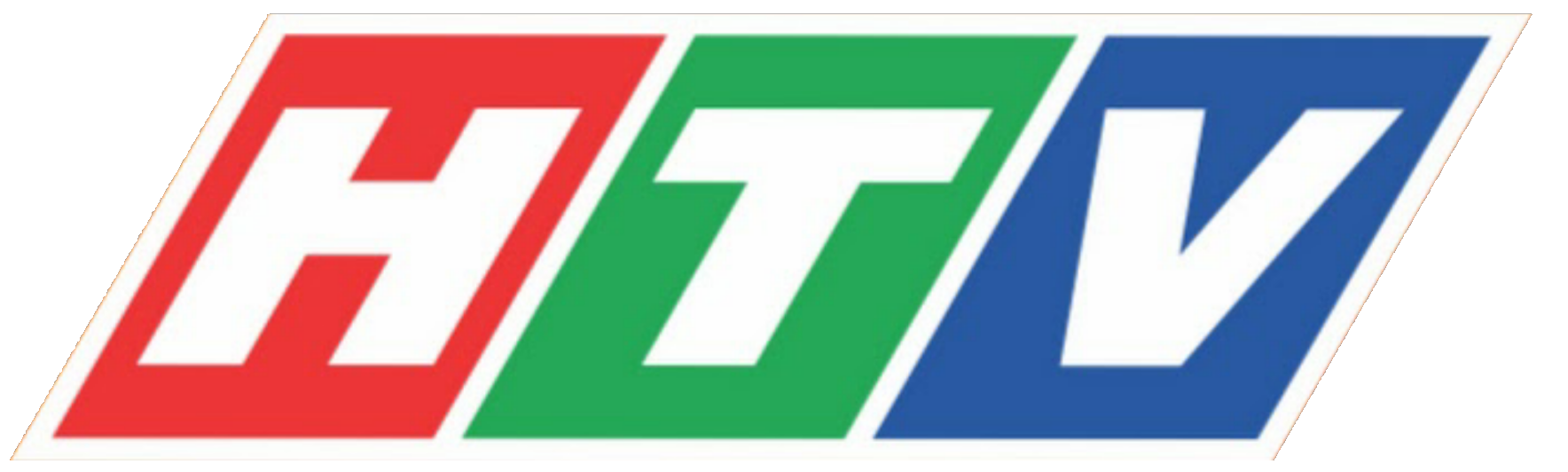
Sử dụng từ ngày 01/01/2003 đến 31/12/2015
Sử dụng từ ngày 01/01/2016 đến nay